# Wolfgang Vogel
Pour les articles homonymes, voir Vogel.
Wolfgang Vogel, né le 8 février 1940 à Brême et mort le 2 octobre 1996 à Palmerston North, Nouvelle-Zélande, est un mathématicien allemand.
Wolfgang Vogel était un des plus éminents chercheurs dans le domaine de l'algèbre commutative et de la géométrie algébrique.
Après des études et son habilitation à l'Université Martin-Luther de Halle-Wittenberg et de nombreux postes de professeurs invité entre 1973 et 1975, il dirigea le département des mathématiques de l'[Université Martin-Luther de Halle-Wittenberg|université de Halle] en tant que professeur de mathématiques pures d'algèbre et de géométrie. À partir de 1993 il fut professeur de mathématiques pures à l'université de Palmerston North, en Nouvelle-Zélande où il mourut en 1996.

## Publications
- M. Herrmann, R. Schmidt, W. Vogel: Theorie der normalen Flachheit. avec résumé en anglais et en russe et une introduction de Wolfgang Gröbner. Teubner-Texte zur Mathematik. BSB B.G. Teubner Verlagsgesellschaft, Leipzig, 1977. XII-218 p. ; MR 58 #27959 ; Zbl. 356.13008.
- J. Stückrad, W. Vogel: Buchsbaum rings and applications. An interaction between algebra, geometry and topology. In: Mathematische Monographien. 21. VEB Deutscher Verlag der Wissenschaften, Berlin, 1986. 286 p.  (ISBN 3-326-00007-3) ; MR 88h:13011b ; Zbl. 606.13017, et Springer-Verlag, Berlin-New York, 1986. 286 p.  (ISBN 3-540-16844-3) ; MR 88h:13011a ; Zbl. 606.13018.
- H. Flenner, L. O'Carroll und W. Vogel: Joins and intersections. In:  Springer Monographs in Mathematics. Springer-Verlag, Berlin, Heidelberg, New York 1999, 307 p.  (ISBN 3-540-66319-3)

## Source
- (de) Cet article est partiellement ou en totalité issu de l’article de Wikipédia en allemand intitulé « Wolfgang Vogel (Mathematiker) » (voir la liste des auteurs).